# Neoseiulus californicus
Neoseiulus californicus (лат.) — вид паразитиформных клещей семейства Phytoseiidae из отряда Mesostigmata. Свободноживущие хищные клещи мелких размеров (менее 0,5 мм). Используется для борьбы с растительноядными клещами-вредителями (например, Tetranychus urticae Koch, и другими клещами-фитотофагами) на различных культурах в странах с умеренным и субтропическим климатом по всему миру.

## Распространение
Встречаются в Северной Америке (Калифорния, Мексика, Техас, Флорида), Центральной и Южной Америке (Аргентина, Бразилия, Венесуэла, Гватемала, Колумбия, Перу, Чили), Южной Африке, Японии, а также в странах, окружающих Средиземное море (Испания, Италия, Франция) и на Тайване.

## Описание
Взрослые самки примерно 0,1 мм в длину, овальной формы. Самцы несколько мельче самок. Как самцы, так и самки полупрозрачные или бледно-оранжевые, персиковые, розовые. Яйца Neoseiulus californicus имеют округлую форму (длина около 0,04 мм), беловатого цвета. Полупрозрачные личинки имеют лишь шесть ног. Обе стадии нимфы (протонимфа и дейтонимфа) похожи на взрослых особей, за исключением того, что они меньше и не могут размножаться.
Самки могут откладывать до четырёх яиц в день (в среднем, два яйца в день). Яйца развиваются от 1,5 до 4,0 дней, в зависимости от температуры. Яйца превращаются в шестиногих личинок, которые могут развиваться в протонимфы без питания. Личиночная стадия может длиться от 0,5 до 1,0 дней. Затем проходят через два нимфальных этапа: протонимфа и дейтонимфа. Обе этих стадии (протонимфа и дейтонимфа) активно кормятся и развиваются от 1,0 до 3,0 дней. Общее время развития может быть как коротким, так и более длинным (от 4.0 до 12.0 дней), в зависимости от температуры. Neoseiulus californicus развивается быстрее при более высоких температурах. Взрослые особи живут около 20 дней.
Обнаружены на многих культурах, включая такие как авокадо, различные цитрусовые, кукуруза, виноград, клубника, фруктовые деревья, маниок, овощные и декоративные растения. Предпочитает температуру от 10 до 33 °C.
Успешно развивается и размножается при поедании различных видов клещей, в том числе: Tetranychus urticae, Aculus schlechtendali (Nalepa), Oligonychus pratensis (Banks), O. perseae Tuttle, O. ilicis (McGregor), Panonychus ulmi (Koch), Phytonemus pallidus (Banks), Polyphagotarsonemus (Stenotarsonemus) latus Banks, Phytonemus pallidus L. Многие из них — клещи-вредители сельскохозяйственных культур. Neoseiulus californicus также поедает трипсов и других мелких насекомых, но и его воспроизводство в таком случае очень низкое. N. californicus могут даже выжить в течение короткого периода времени, потребляя только пыльцу растений.

## Таксономия
Вид Neoseiulus californicus имеет сложную таксономическую историю. Впервые его обнаружили на лимоне в Калифорнии и описали в 1954 году в составе рода Typhlodromus (Typhlodromus californicus McGregor, 1954). Позднее он менял родовую принадлежность и включался в родовые таксоны Amblyseius, Neoseiulus или Cydnodromus.